# Canaulas e l'Argentièira
Canaulas e l'Argentièira (en francès Canaules-et-Argentières) és un municipi francès situat al departament del Gard i a la regió d'Occitània.